# (148112) 1999 RA216
(148112) 1999 RA216, também escrito como (148112) 1999 RA216, é um objeto transnetuniano que é classificado com um cubewano. Ele possui uma magnitude absoluta (H) de 7,1, e tem um diâmetro estimado de cerca de 160 km.

## Descoberta
(148112) 1999 RA216 foi descoberto no dia 8 de setembro de 1999.

## Órbita
A órbita de (148112) 1999 RA216 tem um semieixo maior de 44,169 UA e um período orbital de cerca de 294 anos. O seu periélio leva a 42,681 UA do Sol e seu afélio na distância de 45,656 UA.